# 潮砥镇
潮砥镇，是中华人民共和国贵州省铜仁市德江县下辖的一个乡镇级行政单位。

## 行政区划
潮砥镇下辖以下地区：
潮砥社区、牌坊村、陈袁村、安坝村、青草村、岩坝村、果园村、小溪村、阡门村、新华村、腾溪村、青龙村、营盘村、官宅村、石板村和联盟村。